# Lyn-Wannan Kam
Lyn-Wannan Tawaki Kam est un homme politique nauruan.
Il se présente sans succès aux élections législatives de 2010, puis est élu député de la circonscription de Meneng lors des élections de 2013. Réélu en 2016 et en 2019, il est battu dans sa circonscription aux élections de 2022. Il n'y a pas de partis politiques à Nauru ; Kam siège donc sans étiquette.
Il est également athlète amateur, et remporte la médaille d'or dans l'épreuve de force athlétique des plus de 125 kg lors des tout premiers Jeux nationaux de Nauru en 2009.